# Sebastian (Skordallos)
Sebastian, imię świeckie Sebastianos Skordallos (ur. 1955 w Ano Zordia) – cypryjski duchowny prawosławny w jurysdykcji Patriarchatu Konstantynopola, od 2011 biskup pomocniczy Greckiej Prawosławnej Archidiecezji Ameryki, ze stolicą tytularną w Zeli.

## Życiorys
17 stycznia 1974 przyjął święcenia diakonatu, a 4 marca 1978 prezbiteratu. 17 grudnia 2011 otrzymał chirotonię biskupią.